# Txekunda
Txekunda (en rus: Чекунда) és un poble del krai de Khabàrovsk, a Rússia, que el 2012 tenia 204 habitants. Pertany al districte rural de Verkhnebureïnski.